# 2016年のMLBドラフト
2016年のMLBドラフト（英語: 2016 First-Year Player Draft）とは、2016年6月に行われたMLBのアマチュアドラフトである。

## 1巡目指名
1巡目（全体41位）にピッツバーグ・パイレーツが指名したニック・ロドロはテキサスクリスチャン大学へ進学するため、契約には至らなかった。
|  | = オールスター |  |            |  |
|  | = MLB未出場    |  | = 契約せず |  |

| 順位 | 選手                     | チーム                         | 守備位置 | 学校                                             |
| ---- | ------------------------ | ------------------------------ | -------- | ------------------------------------------------ |
| 1    | ミッキー・モニアック     | フィラデルフィア・フィリーズ   | 外野手   | ラコスタ・キャニオン高等学校                     |
| 2    | ニック・センゼル         | シンシナティ・レッズ           | 三塁手   | テネシー大学                                     |
| 3    | イアン・アンダーソン     | アトランタ・ブレーブス         | 投手     | シェネンデホワ高等学校                           |
| 4    | ライリー・パイント       | コロラド・ロッキーズ           | 投手     | セントトーマス・アクイナス高等学校               |
| 5    | コーリー・レイ           | ミルウォーキー・ブルワーズ     | 外野手   | ルイビル大学                                     |
| 6    | A.J.パック               | オークランド・アスレチックス   | 投手     | フロリダ大学                                     |
| 7    | ブラクストン・ギャレット | マイアミ・マーリンズ           | 投手     | フローレンス高等学校                             |
| 8    | カル・クアントリル       | サンディエゴ・パドレス         | 投手     | スタンフォード大学                               |
| 9    | マット・マニング         | デトロイト・タイガース         | 投手     | シェルドン高等学校                               |
| 10   | ザック・コリンズ         | シカゴ・ホワイトソックス       | 捕手     | マイアミ大学                                     |
| 11   | カイル・ルイス           | シアトル・マリナーズ           | 外野手   | マーサー大学                                     |
| 12   | ジェイ・グルーム         | ボストン・レッドソックス       | 投手     | バーニガット高等学校                             |
| 13   | ジョシュ・ロウ           | タンパベイ・レイズ             | 三塁手   | アラン・C・ポープ高等学校                        |
| 14   | ウィル・ベンソン         | クリーブランド・インディアンス | 外野手   | ウェストミンスター高等学校                       |
| 15   | アレックス・キリロフ     | ミネソタ・ツインズ             | 外野手   | プラム高等学校                                   |
| 16   | マット・サイス           | ロサンゼルス・エンゼルス       | 捕手     | バージニア大学                                   |
| 17   | フォレスト・ウィットリー | ヒューストン・アストロズ       | 投手     | アラモ・ヘイツ高等学校                           |
| 18   | ブレイク・ラザーフォード | ニューヨーク・ヤンキース       | 外野手   | シャミナード・カレッジ・プレパラトリー・スクール |
| 19   | ジャスティン・ダン       | ニューヨーク・メッツ           | 投手     | ボストンカレッジ                                 |
| 20   | ギャビン・ラックス       | ロサンゼルス・ドジャース       | 遊撃手   | インディアン・トレイル・アカデミー               |
| 21   | T.J.ゾイク               | トロント・ブルージェイズ       | 投手     | ピッツバーグ大学                                 |
| 22   | ウィル・クレイグ         | ピッツバーグ・パイレーツ       | 三塁手   | ウェイクフォレスト大学                           |
| 23   | デルビン・ペレス         | セントルイス・カージナルス     | 遊撃手   | インターナショナル・ベースボール・アカデミー     |

### 補償ラウンド
| 順位 | 選手                 | チーム                     | 守備位置 | 学校                                   |
| ---- | -------------------- | -------------------------- | -------- | -------------------------------------- |
| 24   | ハドソン・サンチェス | サンディエゴ・パドレス     | 遊撃手   | キャロル・シニア高等学校               |
| 25   | エリック・ラウアー   | サンディエゴ・パドレス     | 投手     | ケント州立大学                         |
| 26   | ザック・バーディ     | シカゴ・ホワイトソックス   | 投手     | ルイビル大学                           |
| 27   | コディ・セドロック   | ボルチモア・オリオールズ   | 投手     | イリノイ大学アーバナ・シャンペーン校   |
| 28   | カーター・キーブーム | ワシントン・ナショナルズ   | 遊撃手   | ウォルトン高等学校                     |
| 29   | デーン・ダニング     | ワシントン・ナショナルズ   | 投手     | フロリダ大学                           |
| 30   | コール・レイガンズ   | テキサス・レンジャーズ     | 投手     | ノース・フロリダ・クリスチャン高等学校 |
| 31   | アンソニー・ケイ     | ニューヨーク・メッツ       | 投手     | コネチカット大学                       |
| 32   | ウィル・スミス       | ロサンゼルス・ドジャース   | 捕手     | ルイビル大学                           |
| 33   | ディラン・カールソン | セントルイス・カージナルス | 外野手   | エルク・グローブ高                     |
| 34   | ダコタ・ハドソン     | セントルイス・カージナルス | 投手     | ミシシッピ州立大学                     |

### 戦力均衡ラウンドA
| 順位 | 選手                       | チーム                         | 守備位置 | 学校                                     |
| ---- | -------------------------- | ------------------------------ | -------- | ---------------------------------------- |
| 35   | テイラー・トランメル       | シンシナティ・レッズ           | 外野手   | マウント・パラン・クリスチャン・スクール |
| 36   | ジョーダン・シェフィールド | ロサンゼルス・ドジャース       | 投手     | ヴァンダービルト大学                     |
| 37   | ドールトン・ジェフリーズ   | オークランド・アスレチックス   | 投手     | カリフォルニア大学バークレー校           |
| 38   | ロバート・タイラー         | コロラド・ロッキーズ           | 投手     | ジョージア大学                           |
| 39   | アンファニー・グリアー     | アリゾナ・ダイヤモンドバックス | 外野手   | オーバーン大学                           |
| 40   | ジョーイ・ウェンツ         | アトランタ・ブレーブス         | 投手     | ショーニー・ミッション・イースト高等学校 |
| 41   | ニック・ロドロ             | ピッツバーグ・パイレーツ       | 投手     | ダミアン高等学校                         |

- *は未契約

## 2巡目指名
| 順位 | 選手                     | チーム                         | 守備位置 | 学校                                               |
| ---- | ------------------------ | ------------------------------ | -------- | -------------------------------------------------- |
| 42   | ケビン・ガウディ         | フィラデルフィア・フィリーズ   | 投手     | サンタ・バーバラ高校                               |
| 43   | クリス・オーキー         | シンシナティ・レッズ           | 捕手     | クレムゾン大学                                     |
| 44   | カイル・マラー           | アトランタ・ブレーブス         | 投手     | ジーサイット・カレッジ・プレップ高校               |
| 45   | ベン・ボウデン           | コロラド・ロッキーズ           | 投手     | ヴァンダービルト大学                               |
| 46   | ルーカス・アーセグ       | ミルウォーキー・ブルワーズ     | 三塁手   | メンロー大学                                       |
| 47   | ローガン・ショア         | オークランド・アスレチックス   | 投手     | フロリダ大学                                       |
| 48   | バディ・リード           | サンディエゴ・パドレス         | 外野手   | フロリダ大学                                       |
| 49   | アレク・ハンセン         | シカゴ・ホワイトソックス       | 投手     | オクラホマ大学                                     |
| 50   | ジョー・リゾ             | シアトル・マリナーズ           | 三塁手   | オークトン高校                                     |
| 51   | C.J.チャタム             | ボストン・レッドソックス       | 遊撃手   | フロリダ・アトランティック大学                     |
| 52   | アンディ・ヤージー       | アリゾナ・ダイヤモンドバックス | 捕手     | ヨーク・ミルズ・カレッジエイト・インスティテュート |
| 53   | ライアン・ボルト         | タンパベイ・レイズ             | 外野手   | ネブラスカ大学リンカーン校                         |
| 54   | キーガン・アキン         | ボルチモア・オリオールズ       | 投手     | 西ミシガン大学                                     |
| 55   | ノーラン・ジョーンズ     | クリーブランド・インディアンス | 三塁手   | ホーリー・ゴースト・プレップ高校                   |
| 56   | ベン・ロートベット       | ミネソタ・ツインズ             | 捕手     | ベローナ高校                                       |
| 57   | J.B.ウッドマン           | トロント・ブルージェイズ       | 外野手   | ミシシッピ大学                                     |
| 58   | シェルドン・ノイジー     | ワシントン・ナショナルズ       | 三塁手   | オクラホマ大学                                     |
| 59   | ブライアン・レイノルズ   | サンフランシスコ・ジャイアンツ | 外野手   | ヴァンダービルト大学                               |
| 60   | ブランドン・マーシュ     | ロサンゼルス・エンゼルス       | 外野手   | ブフォード高校                                     |
| 61   | ロニー・ドーソン         | ヒューストン・アストロズ       | 外野手   | オハイオ州立大学                                   |
| 62   | ニック・ソラック         | ニューヨーク・ヤンキース       | 二塁手   | ルイビル大学                                       |
| 63   | アレックス・スピース     | テキサス・レンジャーズ         | 投手     | マッキーチャン高校                                 |
| 64   | ピート・アロンソ         | ニューヨーク・メッツ           | 一塁手   | フロリダ大学                                       |
| 65   | ミッチ・ホワイト         | ロサンゼルス・ドジャース       | 投手     | サンタクララ大学                                   |
| 66   | ボー・ビシェット         | トロント・ブルージェイズ       | 遊撃手   | レイクウッド高校                                   |
| 67   | A.J.パケット             | カンザスシティ・ロイヤルズ     | 投手     | ペパーダイン大学                                   |
| 68   | トラビス・マグレガー     | ピッツバーグ・パイレーツ       | 投手     | イーストレイク高校                                 |
| 69   | マシアス・デイツ         | ボルチモア・オリオールズ       | 投手     | ジョン・A・ローガン大学                            |
| 70   | コナー・ジョーンズ       | セントルイス・カージナルス     | 投手     | バージニア大学                                     |
| 71   | レジー・ローソン         | サンディエゴ・パドレス         | 投手     | ビクターバレー高校                                 |
| 72   | ローガン・アイス         | クリーブランド・インディアンス | 捕手     | オレゴン州立大学                                   |
| 73   | ホセ・ミランダ           | ミネソタ・ツインズ             | 遊撃手   | リーダーシップ・クリスチャン・アカデミー           |
| 74   | アキル・バドゥー         | ミネソタ・ツインズ             | 外野手   | セイラム高校                                       |
| 75   | マリオ・フェリシアーノ   | ミルウォーキー・ブルワーズ     | 捕手     | カルロス・ベルトラン・ベースボール・アカデミー     |
| 76   | ブレット・カンバーランド | アトランタ・ブレーブス         | 捕手     | カリフォルニア大学バークレー校                     |
| 77   | ジェイク・フレイリー     | タンパベイ・レイズ             | 外野手   | ルイジアナ州立大学                                 |

## その他注目選手
| 巡 目 | 順 位 | 選 手                    | チ ｜ ム                       | 守 備 位 置 | 学 校                                        |
| ----- | ----- | ------------------------ | ------------------------------ | ----------- | -------------------------------------------- |
| 3     | 81    | ギャレット・ハンプソン   | コロラド・ロッキーズ           | 二塁手      | ライト州立大学                               |
| 3     | 83    | ショーン・マーフィー     | オークランド・アスレチックス   | 捕手        | ライト州立大学                               |
| 3     | 86    | アレックス・コール       | シカゴ・ホワイトソックス       | 外野手      | ボール州立大学                               |
| 3     | 91    | オースティン・ヘイズ     | ボルチモア・オリオールズ       | 外野手      | ボール州立大学                               |
| 3     | 92    | アーロン・シバーレ       | クリーブランド・インディアンス | 投手        | ノースイースタン大学                         |
| 3     | 93    | グリフィン・ジャックス   | ミネソタ・ツインズ             | 投手        | 空軍士官学校                                 |
| 3     | 94    | ヘスス・ルサルド         | ワシントン・ナショナルズ       | 投手        | ストーンマン・ダグラス高等学校               |
| 3     | 97    | ジェイク・ロジャース     | ヒューストン・アストロズ       | 捕手        | チューレーン大学                             |
| 3     | 101   | ダスティン・メイ         | ロサンゼルス・ドジャース       | 投手        | ノーウェスト高等学校                         |
| 3     | 102   | ザック・ジャクソン       | トロント・ブルージェイズ       | 投手        | アーカンソー大学                             |
| 3     | 107   | ジョジョ・ロメロ         | フィラデルフィア・フィリーズ   | 投手        | ヤバパイカカレッジ                           |
| 3     | 106   | ザック・ガレン           | セントルイス・カージナルス     | 投手        | ノースカロライナ大学チャペルヒル校           |
| 4     | 111   | コービン・バーンズ       | ミルウォーキー・ブルワーズ     | 投手        | セントメリーズ大学カリフォルニア校           |
| 4     | 113   | ショーン・レイノルズ     | マイアミ・マーリンズ           | 外野手      | レドンドユニオン高校                         |
| 4     | 114   | ジョーイ・ルケーシー     | サンディエゴ・パドレス         | 投手        | サウスイースト・ミズーリ州立大学             |
| 4     | 122   | シェーン・ビーバー       | クリーブランド・インディアンス | 投手        | カリフォルニア大学サンタバーバラ校           |
| 4     | 132   | ジョシュ・パラシオス     | トロント・ブルージェイズ       | 外野手      | オーバーン大学                               |
| 4     | 134   | ウィル・ブレナン         | ボルチモア・オリオールズ       | 投手        | ターナー・アシュビー高校                     |
| 4     | 134   | タイソン・ミラー         | シカゴ・カブス                 | 投手        | カリフォルニア・バプティスト大学             |
| 5     | 157   | エイブラハム・トロ       | ヒューストン・アストロズ       | 三塁手      | セミノール州立大学                           |
| 5     | 162   | キャバン・ビジオ         | トロント・ブルージェイズ       | 二塁手      | ノートルダム大学                             |
| 5     | 163   | ニッキー・ロペス         | カンザスシティ・ロイヤルズ     | 遊撃手      | クレイトン大学                               |
| 6     | 181   | トバイアス・マイヤーズ   | ボルチモア・オリオールズ       | 投手        | ウィンターヘイブン高校                       |
| 6     | 196   | トミー・エドマン         | セントルイス・カージナルス     | 二塁手      | スタンフォード大学                           |
| 7     | 207   | マシュー・フェスタ       | シアトル・マリナーズ           | 投手        | イーストラウズバーグ大学                     |
| 7     | 219   | サム・ハフ               | テキサス・レンジャーズ         | 捕手        | アルカディア高校                             |
| 7     | 221   | ルーク・ラリー           | ロサンゼルス・ドジャース       | 外野手      | レイク・エリー・カレッジ                     |
| 7     | 226   | アンドリュー・キズナー   | セントルイス・カージナルス     | 捕手        | ノースカロライナ州立大学                     |
| 9     | 281   | トニー・ゴンソリン       | ロサンゼルス・ドジャース       | 投手        | セントメリーズカレッジ・オブ・カリフォルニア |
| 10    | 293   | ディラン・リー           | マイアミ・マーリンズ           | 投手        | フレズノ州立大学                             |
| 10    | 298   | サンティアゴ・エスピナル | シンシナティ・レッズ           | 三塁手      | マイアミ・デイド大学                         |
| 10    | 302   | サマド・テイラー         | クリーブランド・インディアンス | 二塁手      | コロナ高等学校                               |
| 11    | 339   | ジョー・バーロウ         | テキサス・レンジャーズ         | 投手        | ソルトレイク・コミュニティ・カレッジ         |
| 11    | 326   | イアン・ハミルトン       | シカゴ・ホワイトソックス       | 投手        | ワシントン州立大学                           |
| 12    | 353   | マイケル・キング         | マイアミ・マーリンズ           | 投手        | ボストンカレッジ                             |
| 13    | 390   | ナサニエル・ロウ         | タンパベイ・レイズ             | 一塁手      | ミシシッピ州立大学                           |
| 14    | 419   | コリン・ポシェ           | アリゾナ・ダイヤモンドバックス | 投手        | アーカンソー大学                             |
| 14    | 431   | ディーン・クレーマー     | ロサンゼルス・ドジャース       | 投手        | ネブラスカ大学                               |
| 15    | 445   | ジョン・シュライバー     | デトロイト・タイガース         | 投手        | ノースウェスタン・オハイオ大学               |
| 18    | 531   | クーパー・ハメル         | ミルウォーキー・ブルワーズ     | 外野手      | ポートランド大学                             |
| 20    | 613   | アンソニー・ベンダー     | カンザスシティ・ロイヤルズ     | 投手        | サンタローザ短期大学                         |
| 22    | 659   | ケビン・ジンケル         | アリゾナ・ダイヤモンドバックス | 投手        | アリゾナ大学                                 |
| 33    | 1001  | ザック・マッキンストリー | ロサンゼルス・ドジャース       | 外野手      | セントラルミシガン大学                       |
| 35    | 1044  | デビッド・ベッドナー     | サンディエゴ・パドレス         | 投手        | ラファイエット大学                           |